# 格林威治鎮區 (新澤西州坎伯蘭縣)
格林威治鎮區（英語：Greenwich Township）是位於美國新澤西州坎伯蘭縣的一個鎮區。

## 地方資料
格林威治鎮區的面積為48.55平方千米，當中陸地面積為46.03平方千米，而水域面積為2.52平方千米。根據2020年美國人口普查的數據，當地共有人口771人，而人口密度為每平方千米15.88人。